# Bosch Spark Plug Grand Prix 1993
Bosch Spark Plug Grand Prix 1993 var ett race som var den femtonde och näst sista deltävlingen i PPG IndyCar World Series 1993. Racet kördes den 19 september på Nazareth Speedway. Nigel Mansell säkrade titeln genom att ta sin femte seger för säsongen. Med det blev han den förste föraren att vinna formel 1-VM och Champ Car två år efter varandra. Scott Goodyear slutade tvåa, före Paul Tracy och Robby Gordon. Mansells enda mästerskapskonkurrent Emerson Fittipaldi drabbades av en överstyrd bil under tävlingen, och klarade inte av att ta den nödvändiga tredjeplats för att rädda sina chanser att bli mästare. Han slutade på femte plats, men säkrade ändå andraplatsen i mästerskapet.

## Slutresultat
| Plats | Förare             | Team                     | Grid |
| ----- | ------------------ | ------------------------ | ---- |
| 1     | Nigel Mansell      | Newman/Haas Racing       | 1    |
| 2     | Scott Goodyear     | Walker Racing            | 10   |
| 3     | Paul Tracy         | Marlboro Team Penske     | 4    |
| 4     | Robby Gordon       | A.J. Foyt Enterprises    | 9    |
| 5     | Emerson Fittipaldi | Marlboro Team Penske     | 2    |
| 6     | Bobby Rahal        | Rahal-Hogan Racing       | 5    |
| 7     | Stefan Johansson   | Bettenhausen Motorsports | 14   |
| 8     | Arie Luyendyk      | Chip Ganassi Racing      | 8    |
| 9     | Raul Boesel        | Dick Simon Racing        | 3    |
| 10    | Eddie Cheever      | Budweiser King Racing    | 15   |
| 11    | Teo Fabi           | Hall/VDS Racing          | 11   |
| 12    | Mark Smith         | Arciero Racing           | 19   |
| 13    | Mario Andretti     | Newman/Haas Racing       | 6    |
| 14    | Dave Kudrave       | Euromotorsport           | 21   |
| 15    | Scott Brayton      | Dick Simon Racing        | 13   |
| 16    | Brian Till         | Turley Motorsports       | 18   |
| 17    | Robbie Buhl        | Dale Coyne Racing        | 17   |
| 18    | Olivier Grouillard | Indy Regency Racing      | 22   |
| 19    | Willy T. Ribbs     | Walker Racing            | 16   |
| 20    | Danny Sullivan     | Galles Racing            | 12   |
| 21    | Hiro Matsushita    | Walker Racing            | 20   |
| 22    | Ross Bentley       | Dale Coyne Racing        | 24   |
| 23    | Marco Greco        | Sovereign Racing         | 23   |
| 24    | Maurício Gugelmin  | Dick Simon Racing        | 25   |
| 25    | Al Unser Jr.       | Galles Racing            | 7    |
| 26    | Buddy Lazier       | Leader Cards Racing      | 26   |